# 預警系統
預警系統（英語：early warning system）是指所有在自然界中部署的生物性或技術性系統，透過個體或群體發布一場未來可能發生危險的消息。其目的是為了讓接收消息者可預備即將發生的危險，並作出相應的行動，以減輕或避開其帶來的傷害。

## 生物預警系統
- 警戒態（英语：Aposematism） （例如：警戒色）
- 敬畏
- 疼痛

## 人工預警系統

### 民間預警系統

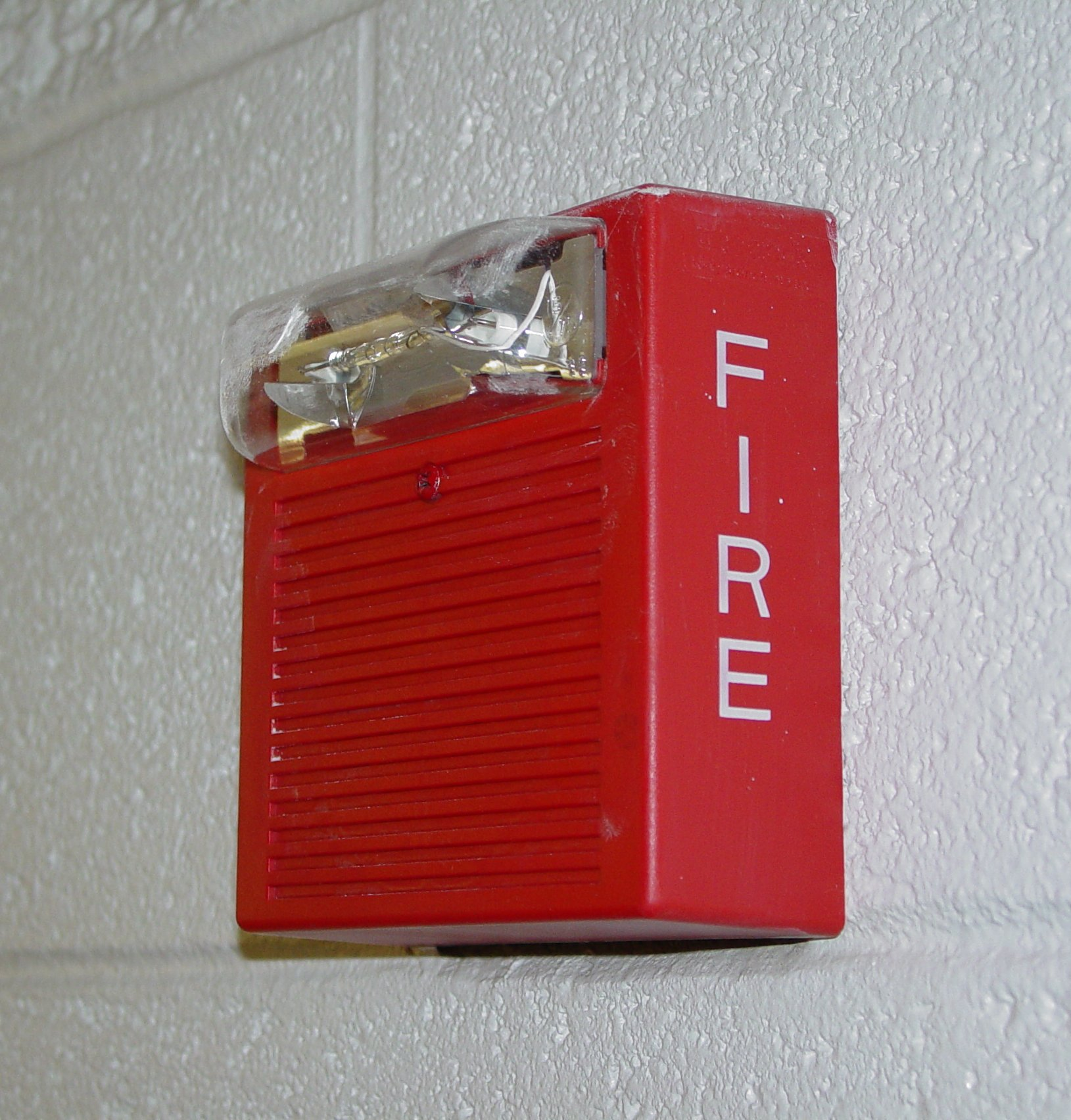
假如建築物裡發生火災，火警系統會警告人們立刻避難。

- Alberta Emergency Public Warning System（外部連結）

- 熱帶氣旋警告
- 自動列車警報裝置
- 兒童綁票預警系統
- 水壩安全系統
- 地震預警系統
  - 緊急地震速報
  - 強震即時警報
  - ICL地震预警技术系统
- 緊急警報系統 (美國)
- 火警系統
- 強風預警
- 地面迫近警告系統
- 印度洋海嘯預警系統
- 國際預警計劃
- 全國瞬時警報系統
- 車道偏離警示
- 北方預警系統
- 空中防撞系統
- 海嘯預警系統

### 軍事預警系統
- 空中預警機